# Iwan Issidorowitsch Gwai
Iwan Issidorowitsch Gwai (russisch Иван Исидорович Гвай; * 5. Dezemberjul. / 18. Dezember 1905greg. in Bialowies; † 22. Juli 1960 in Moskau) war ein russischer Ingenieur.

## Leben
Gwai, Sohn eines Eisenbahners, besuchte das Eisenbahntechnikum in Jekaterinoslaw mit Abschluss 1925 und studierte dann am Jerkaterinoslawer Institut für Eisenbahningenieure. Dort befreundete er sich mit dem künftigen Dichter Dmitri Borissowitsch Kedrin, mit dem er Mitglied in der Dichtervereinigung Junge Schmiede war. 1927 wurde er in die Roten Armee aufgenommen und zur Infanterieschule in Kiew geschickt, die er 1928 als Zugführer verließ. Er studierte nun weiter am Dnepropetrowsker Institut für Elektroingenieure und war gleichzeitig Konstrukteur in einer der dortigen Fabriken. 1929 ging er nach Leningrad, um als Konstruktionsingenieur in der André-Marty-Werft zu arbeiten und am Leningrader Höheren Ingenieurspädagogischen Institut zu studieren. 1932 wechselte er zum Leningrader Forschungsinstitut für Bauwesen. 1933 wurde er Chef des Konstruktionsbüros der Energie-Fakultät der Militärhochschule für Elektrotechnik der Roten Armee in Leningrad.
1935 wurde Gwai Mitarbeiter des 1933 gegründeten Moskauer Forschungsinstituts für Raketentriebwerke unter der Leitung Iwan Terentjewitsch Kleimjonows, das das von Nikolai Iwanowitsch Tichomirow gegründete Leningrader Laboratorium für Gasdynamik (GDL) ersetzt hatte. Die dortigen Arbeiten von Andrei Grigorjewitsch Kostikow und Wassili Aborenkow zur Entwicklung von Feststoffraketen, unter Gwais Leitung  führten zum Raketenwerfer Katjuscha, dessen erste Muster 1938 hergestellt wurden. 1939 wurden Katjuschas im Japanisch-Sowjetischen Grenzkonflikt eingesetzt. 1942 wurde Gwai ohne Verteidigung einer Dissertation zum Kandidaten der technischen Wissenschaften promoviert.
Gwai betätigte sich auch schriftstellerisch. Er arbeitete an Problemen der Militärgeschichte. 1948 entstand sein Manuskript über Konstantin Iwanowitsch Konstantinow. 1959 erschien sein Buch über eine wenig bekannte Hypothese Konstantin Eduardowitsch Ziolkowskis.
Gwai war verheiratet mit Marija Petrowna Gwai (1907–1988). Ihre Tochter Jelena Iwanowna Gwai (1936–2013) heiratete Juri Lasarewitsch Jarowinski (1935–2010).
Gwai starb an einem Herzinfarkt. Er wurde auf dem Nowodewitschi-Friedhof begraben. Gwai war die Hauptperson in Lew Romanowitsch Scheinins Heldenroman Das Militärgeheimnis.

## Ehrungen, Preise
- Orden des Roten Sterns (1939)
- Leninorden (1941)
- Stalinpreis II. Klasse (1941), I. Klasse (1942)
- Ehrenzeichen der Sowjetunion (1945)
- Medaille „Sieg über Deutschland“